# Comic strip aux États-Unis
La bande dessinée aux États-Unis apparaît en 1842 mais il faut attendre le développement de la presse écrite pour que celle-ci se développe. En effet, les éditeurs de journaux proposent dans les dernières pages des quotidiens des comic strips qui servent entre autres à fidéliser le lecteur.

## Autre dénomination
L'historiographie de la bande dessinée aux États-Unis a imposé un découpage en différents âges. La période de 1938 à 1954 a été nommée âge d'or puis se sont succédé l'âge d'argent dans les années 1960,âge de bronze dans les années 1970 et âge moderne datent de la fin des années 1980. Steve Geppi, directeur de la publication de l'Overstreet Comic Book Price Guide (en) dans les années 2000 propose un nouveau découpage des périodes et divise la période précédant l'âge d'or en âge victorien, qui va des origines dans les années 1840 aux années 1880, et âge de platine qui couvre la période des comic strips des origines à l'apparition du premier comic book. Cependant, d'autres dates sont proposées pour indiquer le début de cette période. La plus courante est celle de 1897 car cette année voit la parution de The Yellow Kid in McFadden's Flats qui reprend des planches de Richard F. Outcault.

## Historique

### Avant le strip, le dessin humoristique

#### Lesfunnies

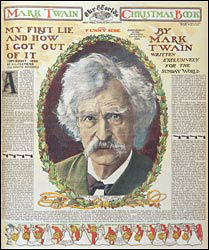
New York World de Joseph Pulitzer, datant de Noël 1899.

À la fin du XIXe siècle on trouve dans les journaux des pages d’humour, les funnies, publiées dans l'édition du dimanche afin de fidéliser le lectorat. En effet, ce qui distingue les journaux tient plus aux choix éditoriaux qu'aux informations. Les pages qui ne sont pas informatives, dont les illustrations sont une composante importante, participent à cette distinction entre les journaux . Ces pages portent alors le nom de comic supplément. En 1892, James Swinnerton crée pour le San Francisco Examiner de William Randolph Hearst les premiers dessins d’animaux humanisés dans la série Little Bears and Tykes (« Les Petits Ours et les Mômes »). La même année, Franklin Morris Howarth travaille sans bulle de texte. Sa série de scènes urbaines quotidiennes parait dans le style de l'Art nouveau dans plusieurs magazines populaires ainsi qu'en tant que l'un des premiers livres de bande dessinée. La narration, digne d'une scène de théâtre, ne peut être comprise à travers les images, mais seulement grâce aux dialogues qui l'accompagnent.

#### The Yellow Kid

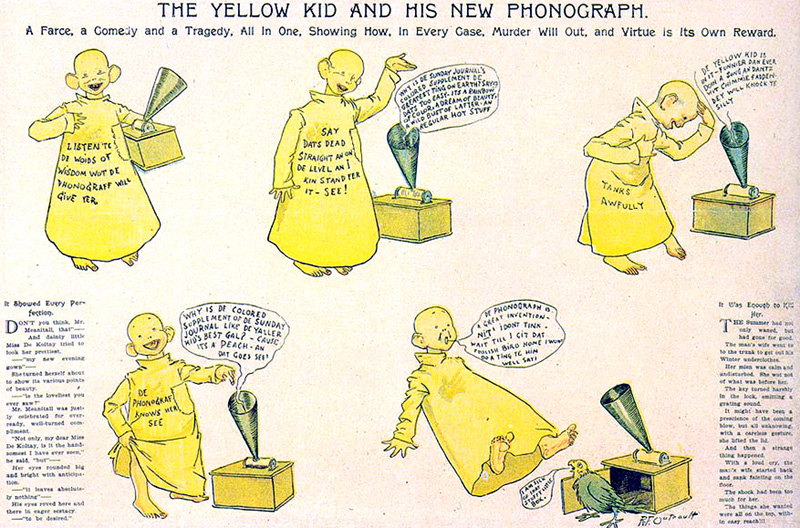
'The Yellow Kid dans le 'New York Journal du 25 octobre 1896

En 1894, paraît dans le New York World de Joseph Pulitzer le premier strip en couleurs, dessiné par Walt McDougall. Puis des auteurs se mettent à créer des personnages récurrents. Ainsi, cette même année dans le New York World, Richard F. Outcault propose Hogan’s Alley qu'il avait créé quelque temps avant dans le périodique Truth. Cette série est composée de grands dessins pleine page fourmillant de détails humoristiques et met en scène des gamins des rues, dont l'un est habillé d’une chemise de nuit bleue (qui devient jaune en 1895). Celui-ci est alors surnommé « Yellow Kid » (« Le Gamin en jaune ») par les lecteurs. Hogan's Alley est souvent considérée comme la première bande dessinée car Le 25 octobre 1896, pour la première fois, le Yellow Kid prononce des paroles dans un phylactère alors qu'elles étaient auparavant écrites sur sa chemise. Ce personnage connaît un énorme succès qui lui vaut d'être présent sur des dizaines de produits dérivés et d'être adapté en comédie musicale à Broadway. Randolph Hearst débauche alors Outcault mais ce départ entraîne un procès entre Hearst et Pulitzer. Le jugement permet à Pulitzer de garder le titre du strip et à Hearst et Outcault de garder le personnage mais avec un nom différent. Ainsi pendant quelques mois le Yellow kid apparaît dans deux journaux. Cette guerre entre les magnats de la presse - où tous les coups sont permis - est alors appelée journalisme jaune, en référence à la couleur de la chemise jaune du personnage. Même si l'opposition perdure plusieurs années, la double parution du personnage cesse rapidement car Outcault s'en lasse. Il crée par la suite Pore little Mose qui est le premier strip dont le personnage principal est un noir qui plus est présenté de façon positive. En 1902, il présente un nouveau personnage à succès Buster Brown qui parfois rencontre the Yellow Kid.

### Les débuts

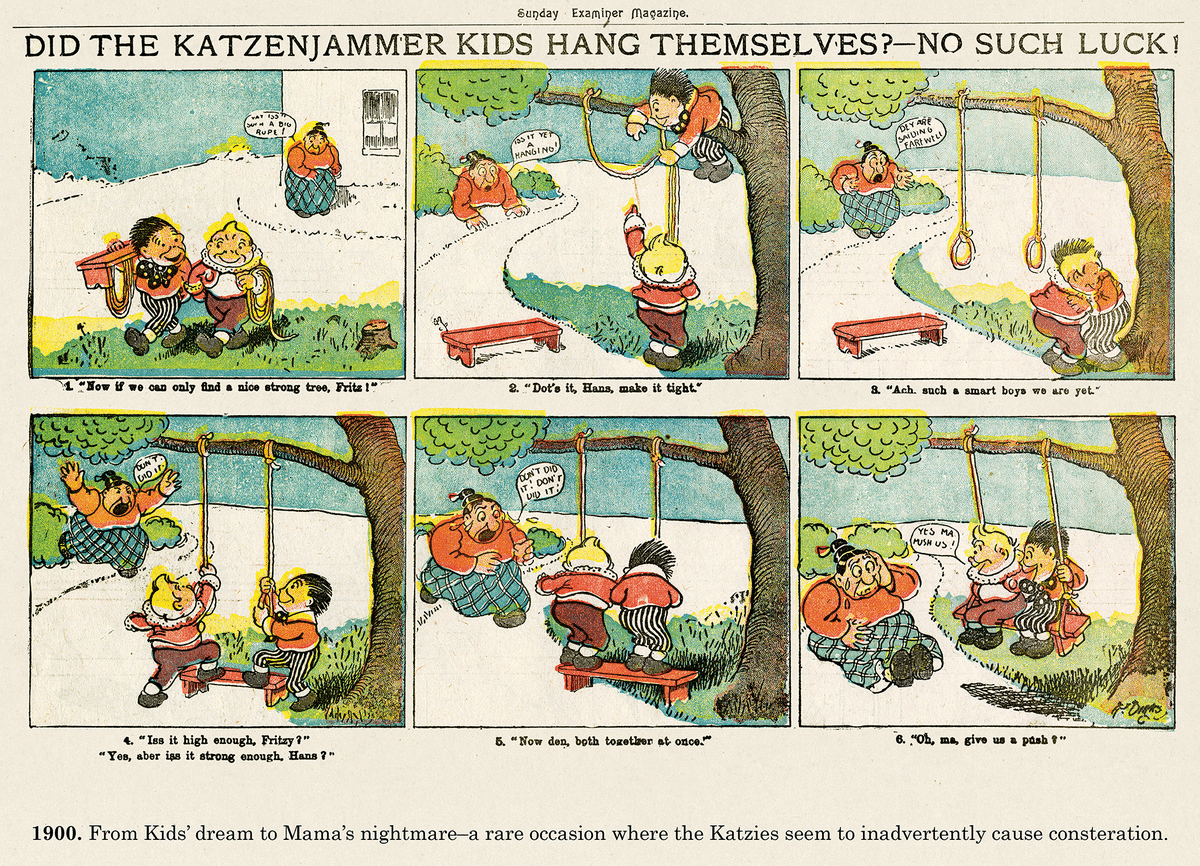
Les Katzenjammer Kids par Rudolph Dirks

Après la création du Yellow Kid, la création se développe et on assiste à l'apparition d'histoires en quelques cases disposées horizontalement sur deux bandes ou une page. C’est le début des Comic strips dont l'inventeur est Rudolph Dirks qui crée, en 1897, dans American Humorist, supplément hebdomadaire du New York Journal, The Katzenjammer Kids, connu en France sous le nom de Pim Pam Poum. En effet, dans cette série, le récit s'étale sur plusieurs cases et des bulles sont régulièrement employées pour indiquer ce que disent les personnages. Comme pour le Yellow Kid, la série devient la cause d'une lutte entre Hearst et Pulitzer. En effet en 1912 Dirks prend une année sabbatique et Hearst, pour ne pas priver son journal de cette série phare, décide de la confier à Harold Knerr. À son retour de vacances, Dirks décide de proposer ses talents à Pulitzer. Un nouveau procès oppose alors les deux propriétaires de journaux et comme la fois précédente, la justice partage les droits. Dirks peut dessiner ses personnages mais doit en changer le nom alors que Hearst garde le titre original dessiné par Knerr. Ce jugement n'empêche en rien aux deux séries d'attirer les lecteurs et de susciter plusieurs imitations.

### L'âge d'or du comic strip

#### Les années 1900

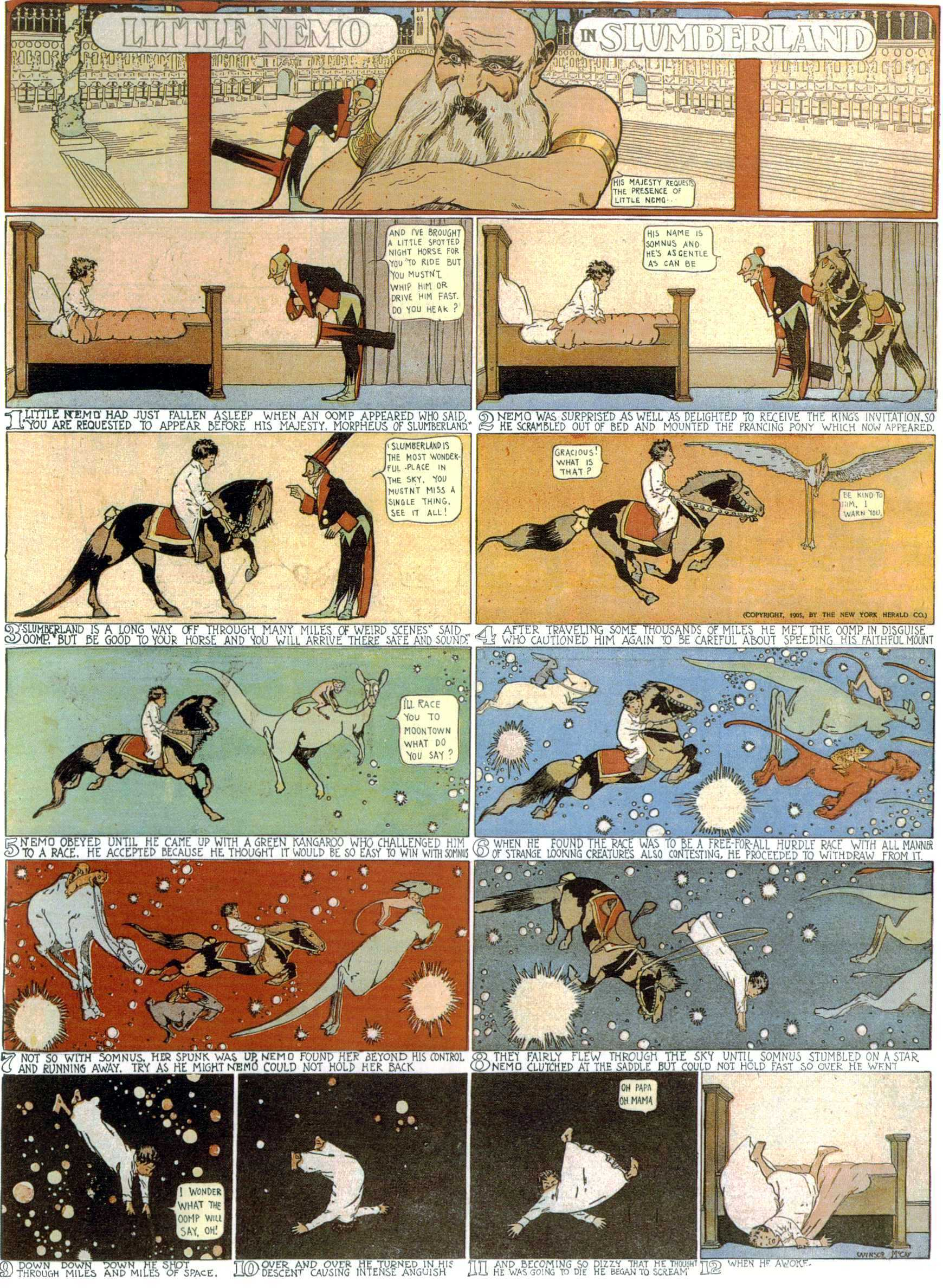
planche de Little Nemo datée du 15 octobre 1905

une case de The Upside-Downs : Lady Lovekins dans le bec d'un oiseau géant devient Old Man Muffaroo dans un canoé près d'un poisson géant et d'une île

Cette période est celle de créations incessantes et d'innovations pour un media qui est en train de se créer. C'est aussi celle d'un succès important qui amène le World à publier le 9 décembre 1900 une double page mettant à l'honneur toutes les séries qui ont ou qui sont publiées dans le journal. À cette occasion le supplément du World consacré aux strips et dessins d'humour, intitulé The Funny Side passe à huit pages. Parmi les strips publiés durant ce début de siècle se trouvent des séries importantes. The Upside-Downs of Little Lady Lovekins and Old Man Muffaroo de Gustave Verbeek. Cette bande dessinée se développe sur une planche complète de 12 cases et non sur un strip. L'histoire pour être lue intégralement doit être retournée à la fin de la dernière case ; les personnages et le décor de la première lecture se transforment alors en tout autre chose : Little Lady Lovekins devient Old Man Muffaroo et inversement. Cette écriture sous contrainte fait de cette série un ancêtre reconnu par les membres de l'Oubapo.
Ce strip est exemplaire car il montre la grande diversité des comics et la constante recherche des premiers auteurs. Le système de syndication n'existe pas encore et comme chaque journal demande des strips, le nombre de dessinateurs est important. On peut ainsi citer Paul West, William Wallace Denslow ou Frederick Opper qui ont tous laissé un travail mémorable. Un artiste se démarque cependant de ses confrères. Winsor McCay crée le 24 septembre 1905 la série Little Nemo in Slumberland dans le New York Herald de Pulitzer. L'univers onirique du strip, l'usage régulier des phylactères, la mise en place d'un récit qui se poursuit chaque semaine, le graphisme, qualifié de superbe par Jerry Robinson font de cette bande dessinée un chef-d'œuvre. Pour d'autres raisons C. W. Kahles est un auteur créatif notable. Dans son strip Hairbreadth Harry il est le premier à user souvent du «cliffhanger» pour en faire un élément essentiel afin de fidéliser les lecteurs. En effet des séries comme Little Nemo déjà racontaient une histoire longue sur plusieurs planches mais il n'y avait pas cette menace planant sur le héros ou sa fiancée dans la dernière case. Ce procédé sera ensuite repris couramment dans les strips d'aventures. Kahles est aussi le premier à dessiner une histoire dont un policier est le héros puis à créer le premier strip d'aviateur.
Le 15 novembre 1907 dans le San Francisco Chronicle paraît le premier strip quotidien. Alors qu'auparavant les bandes dessinées étaient constituées de planches et paraissaient quasi -exclusivement dans le supplément du week-end, Mr. A Mutt Starts In to Play the Races, de Bud Fisher paraît sous la forme d'une bande horizontale quotidienne. Six fois pa semaine les lecteurs retrouvent cette série humoristique renommée par la suite Mutt and Jeff lorsque Fisher ajoute un compère au héros. De plus, Fisher lorsqu'il négocie son contrat pour travailler chez Hearst obtient un salaire de 1000 $ par semaine et 80% des bénéfices, ce qui lui vaut d'être l'un des premiers artistes à atteindre de tels revenus, Il protège aussi son œuvre avec le droit d'auteur, ce qui lui permet de gagner un procès contre Hearst.

#### Les années 1910
Après Bud Fisher, le strip quotidien devient la norme. Il est souvent complété d'une planche dominicale. De plus, alors que les strips visaient plutôt les enfants, des séries clairement destinées aux adultes se font plus fréquentes. H. A. MacGill crée ainsi deux séries Hall Room Boys et Hazel the Heartbreaker dont les thèmes peuvent plus toucher un lectorat plus âgé. En 1910, Harry Hershfield crée Desperate Desmond et en 1914 Abie the Agent pour le New York Morning Journal de Hearst. Il entre en conflit avec le rédacteur en chef du journal qui retire les signatures des auteurs de strips pour limiter leurs demandes de hausse de salaire. Hershfield s'en plaint à Hearst qui ordonne la présence de la signature. À partir de ce moment, la présence des crédits d'auteur devient la norme. Abie the Agent met en vedette un personnage juif de la classe moyenne. La présence d'un héros issu de l'immigration récente est plutôt rare dans les journaux à grand tirage mais elle est bien plus courante dans les journaux écrits par les immigrés. On trouve ainsi des strips dans la presse yiddish ou dans celle destinée aux immigrés polonais.

##### Naissance de classiques

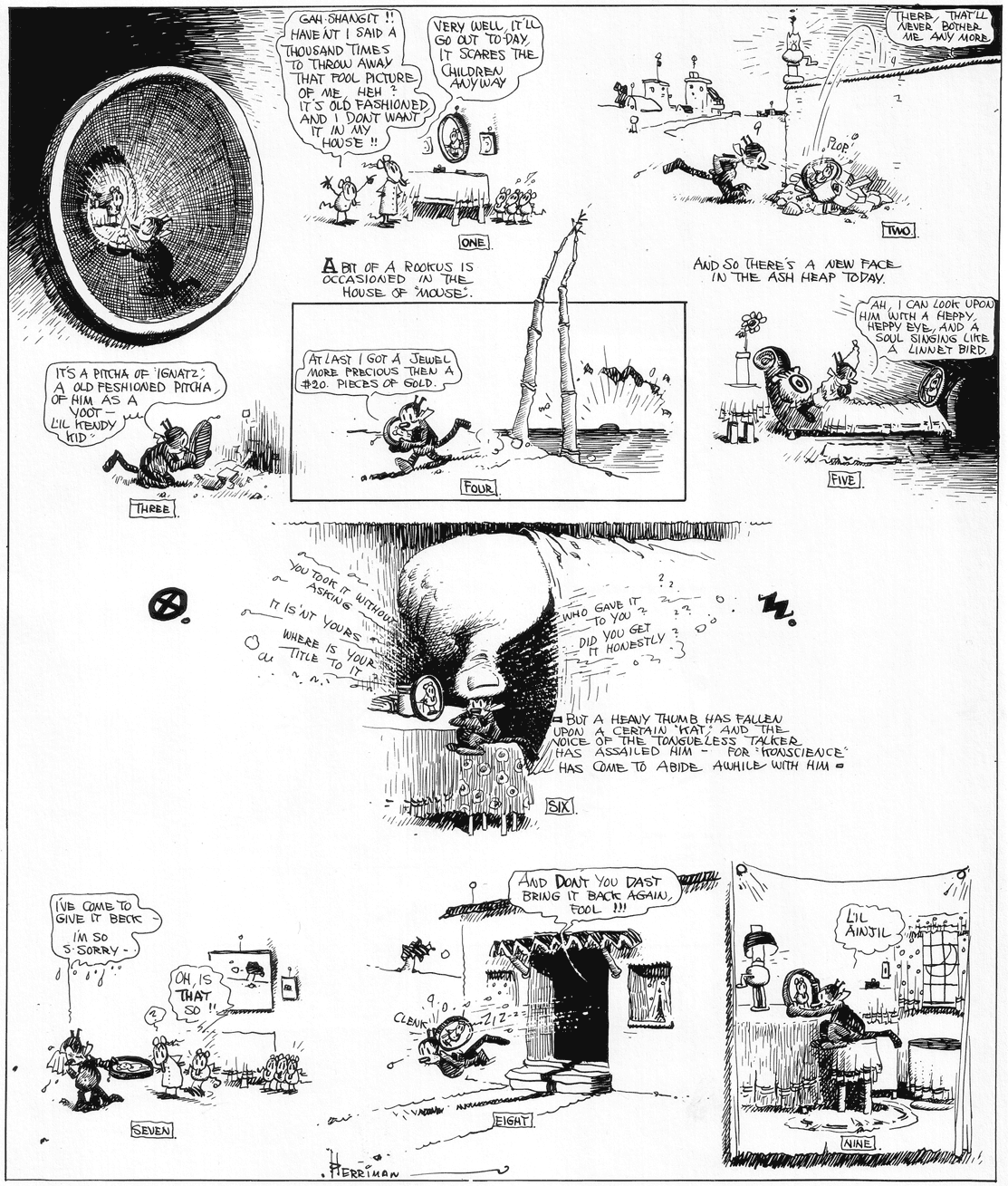
planche de Krazy Kat en décembre 1917

Le 20 juin 1910 George Herriman fait paraître le premier strip de sa série The Dingbat Family. En juillet il ajoute en dessous du strip une seconde bande plus petite dont les personnages principaux sont un chat et une souris. Herriman, à partir du 28 octobre 1913, fait de ce bas de page, une série à part entière intitulée Krazy Kat et connue comme étant l'une des œuvres les plus importantes de la bande dessinée. D'autres séries participent à cet âge d'or des strips : Polly and Her Pals de Cliff Sterrett qui, en 1912, pour la première fois fait d'une jeune femme le personnage principal  ; la Famille Illico de George McManus en 1913 est le prototype de la comédie familiale ,.

##### Le monde de l'enfance
Si de nombreux strips ont pour personnages principaux des enfants, aucun ne cherche à décrire les enfants réels. Fontaine Fox dans Toonerville cherche à peindre les jeunes américains tels qu'ils sont réellement. Le strip est lancé en 1910 dans le Chicago Evening Post et dure jusqu'à la retraite de Fox en 1955. À partir de la Première Guerre mondiale ce genre se développe avec des séries comme Reg'lar Fellers de Gene Byrnes, Freckles and his Friends de Merrill Blosser, Our Friend Mush and Other Boys de Ad Carter, etc.

##### Les agences
En 1768, l'ancêtre des agences de presse apparaît à Boston par des insurgés contre le pouvoir britannique pour diffuser leurs articles dans plusieurs villes. Le procédé est repris de temps en temps mais il faut attendre 1865 pour qu'Ansel Nash Kellogg fonde la première société consacrée uniquement à diffuser les mêmes articles dans plusieurs journaux. En 1914 est fondée la King Features Syndicate qui est la plus grosse agence à diffuser des comic strips dans tout le pays. Ainsi, alors que les strips ne pouvait être lu que dans une seule ville, avec les agences, le lectorat potentiel augmente considérablement.

##### Gasoline Alley
Le 24 novembre 1918, dans le Chicago Tribune Frank King crée les personnages de Gasoline Alley dans un dessin humoristique. Celui-ci à partir du 25 août 1919, la série, toujours constituée d'un seul dessin, devient quotidienne et peu après King la transforme en strip. Alors qu'à l'origine les dessins montrent seulement des passionnés de mécanique, le strip change du tout au tout à partir du 14 février 1921. Dans cet épisode le héros Walt Wallet trouve sur le devant de sa porte un bébé abandonné. À partir de ce moment les personnages vont vieillir comme les lecteurs. Ainsi ceux-ci verront Skeezix, l'enfant trouvé, grandir, aller à l'école, devenir un adolescent, se fiancer, participer à la Seconde Guerre mondiale, etc. Tous les personnages vieillissant, la mort inévitable de ceux-ci n'est plus tabou. La série a été reprise plusieurs fois depuis le décès de King et en 2019, elle continue à paraître.

#### Les années 1920
Les années 1920 n'apportent pas de grandes évolutions au monde des comic strips même si des séries importantes sont créées pendant cette période. En septembre 1920 Martin Branner crée le strip Winnie Winkle the Bredwinner qui est le premier à montrer une jeune femme salariée. La page dominicale est le plus souvent consacrée à Perry jeune frère de Winnie. Si le strip quotidien n'est pas connu hors des États-Unis, les aventures de Perry, dont le nom est changé en Bicot, sont publiées en Europe dès 1924. 
Le 5 août 1924 Little Orphan Annie, dessinée par Harold Gray apparaît pour la première fois dans un journal. Ce strip connaît un immense succès et le personnage est adapté en feuilleton radio de 1931 à 1942, en film en 1932, en comédie musicale en 1977 et est utilisé régulièrement pour promouvoir toutes sortes de produits.

##### Héroïnes et enfants
Comme la décennie précédente, celle des années 1920 apporte son lot de séries dont les héros sont des enfants. Tom Sawyer et Huckleberry Finn sont adaptés par Dwig qui crée par la suite de nombreux strips mettant en scène des enfants. Apparaissent aussi Little Annie Rooney de Darrell McClure en 1927 et Skippy de Percy Crosby en 1923. De même, les jeunes femmes émancipées sont au cœur de nombreux strips : Tillie the Toiler de Russ Westover et Betty de Charles Voight en 1921, Etta Kett de Paul Robinson en 1925, etc.

##### Aventures
Le 14 avril 1924, Roy Crane lance Washington Tubbs II, un strip humoristique mais après quatre mois de gags, il transforme sa série et en fait un des premiers strips d'aventure. Le jeune caissier qui s'intéressait seulement aux jeunes filles, est embarqué dans une chasse au trésor et en un an il a gagné une fortune perdue ensuite, est fiancé à une princesse et fait roi. Durant ces périples Wash Tubbs rencontre, en février 1929, Captain Easy qui prend de plus en plus d'importance jusqu'à devenir le héros du strip alors que Wash Tubbs n'apparaît plus qu'épisodiquement.
Un mois avant l'arrivée de Captain Easy, le 7 janvier 1929, deux strips d'aventure importants paraissent. Hal Foster adapte Tarzan seigneur de la jungle. Le strip est ensuite repris par Rex Maxon qui crée aussi la planche dominicale le 15 mars 1931. Foster reprend celle-ci peu après car Maxon ne peut suivre le rythme. Burne Hogarth devient le dessinateur de cette planche à partir de 1937 puis dessinateur du strip quotidien en 1947. L'arrivée de Hogarth est provoquée par le départ de Foster qui crée sa série Prince Vaillant en 1937. Le même jour que paraît le premier strip de Tarzan, Buck Rogers arrive dans les journaux. Créé par Philip Francis Nowlan et Dick Calkins il est le premier strip de science fiction.
À mi-chemin entre le strip d'aventure et le strip humoristique, Popeye apparaît pour la première fois le 17 janvier 1929 créé par Elzie Crisler Segar. Le strip Thimble Theatre, qui est renommé en Popeye en 1932, existe depuis 1919 mais c'est grâce à l'arrivée du marin à la force surhumaine qu'il sort du lot. À la mort de Segar en 1938, le strip est repris par son assistant Bud Sagendorf.

#### Les années 1930
Les années 1930, bien que des strips humoristiques importants apparaissent, est la décennie des récits d'aventure sous toutes ses formes : aviation, policier, science-fiction, super-héros, etc. Des séries majeures sont alors créées et ne dépareillent pas face à Tarzan ou Buck Rogers

##### Aventures

###### Aviation

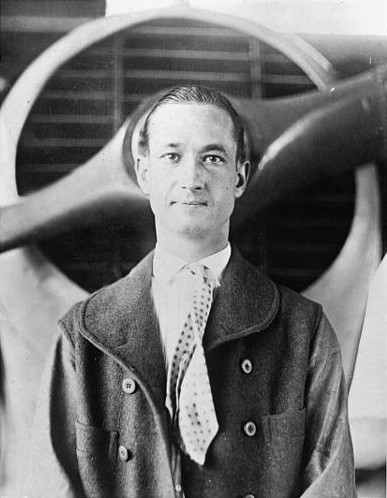
Frank Wead en 1923

L'aviation n'en est plus à ses débuts dans les années 1930 mais les aviateurs sont encore des aventuriers qui risquent leur vie pour aller toujours plus loin, toujours plus haut. Le public suit leurs exploits grâce aux journaux et il n'est pas étonnant que des auteurs de strips aient choisi des as du ciel pour héros. Le premier de ceux-ci est Tailspin Tommy de Hal Forrest en 1928, suivi dans les années 1930 par de nombreux autres dont Scorchy Smith de John Terry en 1930. Une particularité de ce genre est d'avoir eu aussi des héroïnes. La première est Connie de Frank Godwin créée en 1929 qui dure jusqu'en 1941. Flyin Jenny est une autre série, créée par Russell Keaton, qui suit les aventures d'une aviatrice à partir de 1939. Keaton, passionné d'aviation passe son brevet de pilote en 1940, fait son service militaire dans l'aviation puis devient moniteur. Le strip gagne donc en réalisme, d'autant qu'il est au début scénarisé par Frank Wead, ancien pilote de l'armée de l'air.

###### Sports

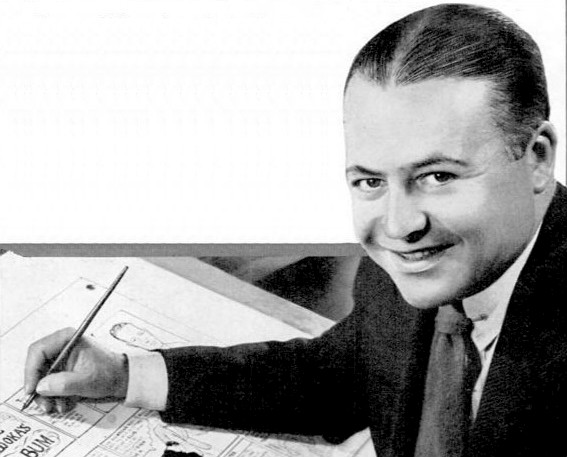
Ham Fisher en 1939

Alors que le sport est devenu un spectacle, il faut attendre le 19 avril 1930 pour qu'un strip mette en vedette un sportif. Ce jour-là paraît le premier épisode de Joe Palooka de Ham Fisher. Alors que Fisher a eu beaucoup de mal à convaincre une agence de diffuser son strip, la série finalement emporte l'adhésion d'un grand nombre de lecteurs et devient celle qui est la plus appréciée des jeunes garçons américains. Ce succès important ne suscite cependant pas une vague d'imitation et les strips sportifs restent peu nombreux.

###### Policier
Le 4 octobre 1931 est publié le premier strip de Dick Tracy qui est la première bande dessinée policière aux États-Unis. Le dessin anguleux de Chester Gould, la galerie de criminels aux physiques improbables, la construction du récit qui mêle enquête et violence font de la série un modèle du genre. Paraissant dans des centaines de journaux, adapté en feuilleton radio, films, jeux, livres Dick Tracy rend Gould millionnaire et devient une icône du comic strip. Il est cependant critiqué par les ligues de vertu car la violence est trop présente. C'est d'ailleurs dans un des premiers strips de Dick Tracy qu'un meurtre par balle, celui du père de la fiancée du héros, est montré. Cela n'empêche pas que pendant des décennies le strip est diffusé et fait naître le genre du strip policier. Parmi ceux-ci se trouvent Fu Manchu de Leo O'Mealia et Sax Rohmer à partir de 1931, Agent secret X-9 d'Alex Raymond en 1934, Charlie Chan d'Alfred Andriola, etc.

###### Milton Caniff
Milton Caniff sort en 1930 de l'université diplômé des beaux-arts. Après avoir dessiné quelques strips, il crée en 1934 la série Terry et les Pirates. Le premier strip paraît le 22 octobre et la première planche du dimanche le 9 décembre. Ce strip, diffusé dans trois cents journaux et touchant plus de trente millions de lecteurs, est considéré comme un chef-d'œuvre de la bande dessinée mais Caniff, qui n'en possède pas les droits, décide de l'abandonner en 1947 pour créer Steve Canyon, une autre série d'aventure.

###### Alex Raymond
Le dessinateur Alex Raymond en janvier 1934 crée trois séries qui sont toutes des classiques. C'est d'abord Flash Gordon qui est publié le dimanche. Cette série de science-fiction occupe les deux-tiers de la planche et au-dessus, une deuxième série de Raymond, Jungle Jim a droit au dernier tiers. Pour compléter ces deux séries, Raymond propose Agent secret X-9 sur des scénarios de Dashiell Hammett. En 1935, il est cependant obligé d'abandonner X-9 car il ne peut suivre le rythme de travail nécessaire pour fournir régulièrement les planches de ces trois séries. Appelé sous les drapeaux, Alex Raymond interrompt sa carrière jusqu'en 1946 quand il crée une nouvelle série policière intitulée Rip Kirby qu'il garde jusqu'à sa mort dans un accident de voiture en 1956.

###### Masque, magie et superpouvoirs
1934 est aussi l'année qui voit paraître les premiers épisodes de Mandrake le Magicien de Lee Falk, dessiné par Phil Davis. Cette série qui se démarque par l'excellence de son scénario est aussi remarquable par la présence de Lothar, premier personnage noir tenant un rôle important au côté du héros. En 1936 Lee Falk crée une seconde série intitulée The Phantom. Ce personnage présente déjà plusieurs attributs des super-héros qui apparaissent en 1938. Vêtu d'un collant et portant un masque, il est considéré comme immortel.
Les super-héros arrivent dans les strips en 1939. Superman apparu dans un comic book en 1938, gagne son strip dès l'année suivante. Il est suivi en 1943 par Batman qui cependant a peu de succès et s'arrête en 1946. Enfin le 2 juin 1940 est publiée la première histoire du Spirit de Will Eisner. Il bénéficie d'une diffusion particulière puisqu'il s'agit d'un fascicule complet qui est ajouté chaque semaine dans les journaux. Ce format original tient du strip et du comic book mais n'a pas été réutilisé par la suite.

##### Humour
Bien que les années 1930 soient une décennie dorée pour les strips d'aventure puisque des scénaristes et des dessinateurs créent des séries importantes, cela ne signifie pas que l'humour et délaissé. Dans ce genre aussi, des strips mémorables font leurs débuts.

###### Héros muets
Le comique de situation pour lequel le dialogue est accessoire se développe dans deux séries des années 1930. Henry de Carl Thomas Anderson est d'abord une série de dessins humoristiques publiés depuis 1932 dans le Saturday Evening Post qui est transformé en strip en 1934. Mais c'est surtout the Little King d'Otto Soglow qui donne ses lettres de noblesse à ce genre. Les gags sont totalement muets, le style graphique sobre et l'humour, selon Jerry Robinson est « doux, raffiné, sophistiqué mais sans prétention et empreint d'une grande humanité ».

###### Humour des villes et humour des champs
Le 8 septembre 1930 commence le strip Blondie de Chic Young. Jusqu'en 1933, année de leur mariage, le strip suit les aventures humoristiques de Blondie et de son fiancé Dagwood, héritier de la fortune des Bumstead. Le père de Dagwood opposé au mariage, déshérite son fils qui est dès lors obligé de travailler. Le strip change de tonalité et montre la vie d'un couple de la classe moyenne dans laquelle les lecteurs peuvent facilement se reconnaître. Dans un tout autre environnement, Al Capp, qui a d'abord été assistant de Ham Fisher, présente dans Li'l Abner une comédie campagnarde où se mêle satire de l'Amérique, personnages caricaturaux, langage pseudo-paysan et situations absurdes. Considéré par John Steinbeck comme « le meilleur satiriste depuis Laurence Sterne », Li'l Abner connaît un succès important comme l'atteste la couverture du magazine Life qui met le héros en couverture lors de son mariage.

###### Préhistoire, animaux et absurde

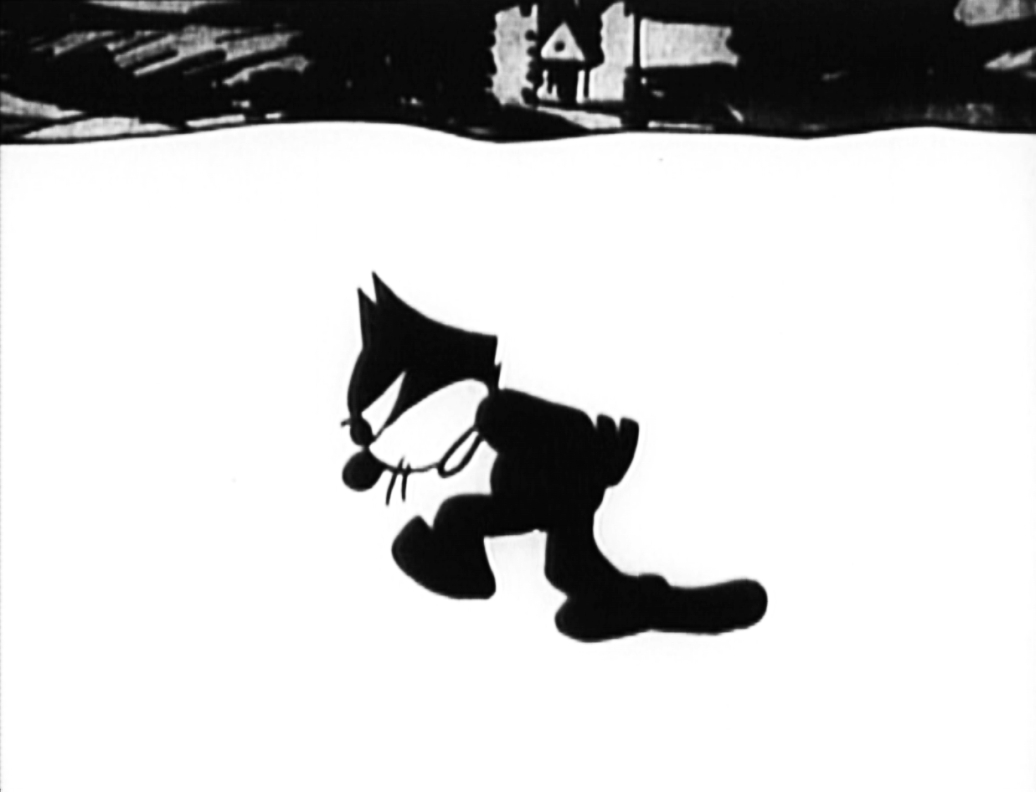
Félix le chat

Durant cette période de nombreux strips humoristiques apparaissent. En plus des séries citées ci-dessus, plusieurs sortent du lot. Alley Oop de V. T. Hamlin conte les aventures farfelues d'un homme préhistorique à partir de 1933, Smokey Stover de Bill Holman est un strip loufoque dont le héros est un pompier, Mickey Mouse et Donald Duck ont droit à leurs strips ainsi que Felix le Chat et le Dr. Seuss, avant de créer ses ouvrages pour la jeunesse commence par le strip Heiji.

### Les années 1940

#### Des héros en guerre contre le nazisme

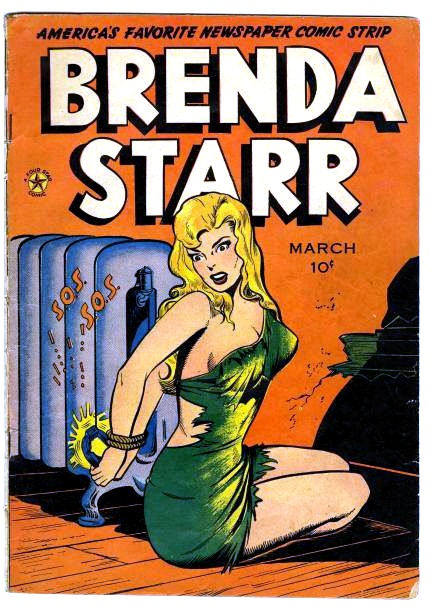
Couverture du comic book Brenda Starr (mars 1947) reprenant les strips quotidiens.

L'entrée en guerre des États-Unis a un impact très important sur les comic strips. Tout d'abord, plusieurs artistes sont appelés sous les drapeaux et doivent laisser leur série à de nouveaux dessinateurs. Les dessinatrices ont dès lors plus de possibilités de proposer leurs créations. Ainsi Dale Messick crée en 1940 le personnage de Brenda Starr, Reporter. Les personnages féminins sont d'autant plus nombreux à faire leur apparition que le pourcentage de lectrice augmente puisque de nombreux américains partent au front. Le conflit est aussi intégré dans les strips et nombre de héros partent à l'armée ou luttent contre des nazis ou des japonais. Même Tarzan doit défendre sa jungle contre des nazis qui veulent y établir une base secrète.
Après-guerre, les personnages retrouvent leur foyer et leurs aventures classiques. Des séries créées dans les journaux de l'armée sont parfois reprises ou poursuivies dans les quotidiens. David Breger amène à la vie civile son personnage de G.I. Joe tout comme George Baker le fait pour The Sad Sack.

#### Pogo
Parmi les créations de cette période, l'une des plus importantes est Pogo de Walt Kelly. Publié d'abord par Dell Comics dans le comic book Animal Comics à partir de 1942. En 1948, la parution du comic book est interrompue et Kelly est engagé par le New York Star comme dessinateur politique, directeur artistique et responsable éditorial. Il amène avec lui le personnage de Pogo ainsi que tous ceux qui l'accompagnent et en fait un strip quotidien. Le journal disparaît au bout d'un an mais le strip est racheté par l'agence Post-Hall. Pogo est alors diffusé dans tous les États-Unis et gagne un lectorat fidèle et important. À partir de 1952, la série charmante et humoristique devient aussi un observatoire critique de la vie politique avec l'apparition des candidats aux élections sous forme de caricatures. Walt Kelly dessine ce strip jusqu'à sa mort en 1973.

#### Les soap opera
Depuis 1930 et le début de la série radiophonique Painted Dreams, le soap opera est un genre à l'audience fidèle aux États-Unis. En 1934 est créé le strip Apple Mary par Martha Orr. Celle-ci abandonne en 1939 le strip à son assistante Dale Conner et à Allen Saunders qui prend en main le scénario. Sous le nom de plume de Dale Allen, tous deux transforment le strip qui est renommé en Mary Worth's Family puis simplement en Mary Worth en 1944. Mary Worth est alors le premier strip qui reprend les recettes du soap et aborde des thèmes comme l'infidélité, l'alcoolisme et les peines de cœurs des personnages. D'autres strips suivent cette voie comme Rex Morgan, M.D. qui suit les aventures d'un médecin à partir de 1948.

#### Les strips d'adolescents
L'évolution de la société américaine dans les années 1940 a un impact important sur les adolescents américains et cela ne passe pas inaperçu pour plusieurs auteurs de strips qui placent en vedette de jeunes gens. Dudley Fisher crée Right Around Home with Myrtle et en 1939 Harry Haenigsen lance Our Billen 1939 puis Penny en 1943. Quant à Archie Andrews, après ses débuts dans les comic books, il a droit à son strip dessiné par Bob Montana à partir de 1946.

### Des années 1950 aux années 1970
Le comic strip a connu son âge d'or avant la Seconde Guerre mondiale. À partir des années 1950, il n'évolue guère. Les différents genres connaissent des variations mais il n'en apparaît pas de nouveau. Les strips d'aventure après avoir été un genre d'importance régresse. L'humour, au contraire, est de plus en plus présent. Chaque strip est une saynète qui ne demande pas de suite dans l'épisode suivant. Le style dominant est celui de la simplicité alors que les strips sérieux adoptent un trait de plus en plus réaliste. Le phénomène important qui affecte les strips est la désaffection de la population pour la presse. Les revenus publicitaires chutent aussi et de nombreux journaux cessent de paraître. Ainsi à New-York le nombre de quotidien passe de sept à trois dans les années 1960.

#### Les strips humoristiques
Plusieurs strips d'humour naissent dans les années 1950. Beetle Bailey de Mort Walker surgit lors de la guerre de Corée avec son héros rétif à la discipline militaire et se heurtant à ses supérieurs. Parmi les journaux qui diffusent le strip se trouve le Star and Strips qui est destiné aux bases américaines à Tokyo. L'arrêt du strip décidé par la hiérarchie militaire entraîne une vague de protestation de la part des soldats et finalement un retour du strip. Mort Walker crée aussi en 1954 Hi and Lois qui montre la vie quotidienne d'une famille américaine.

##### Des enfants pour héros

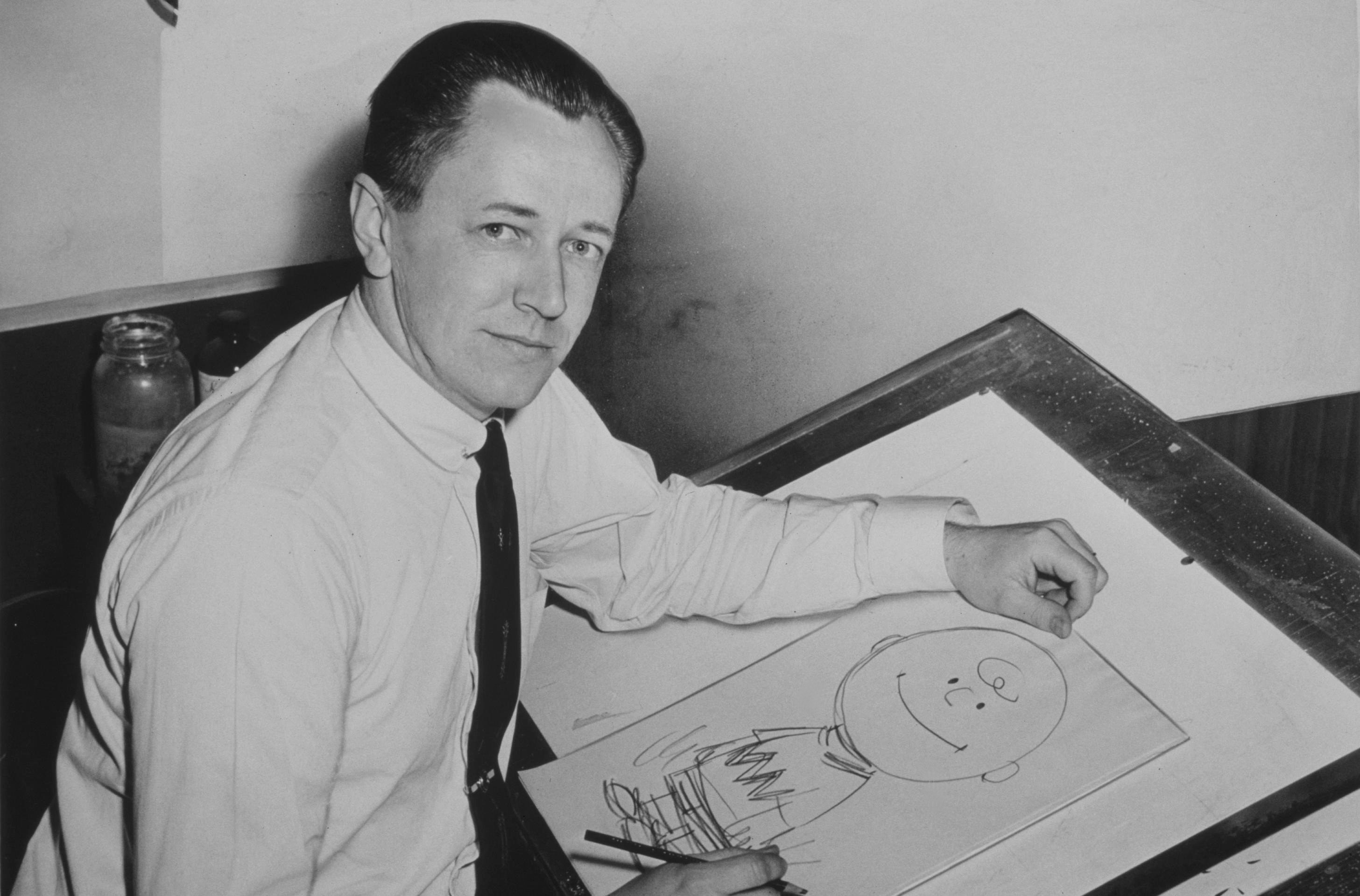
Charles M. Schulz en 1956, dessinant Charlie Brown.

Les enfants sont depuis les origines du comic strip des héros récurrents des strips comme le rappellent The Yellow Kid ou Little Nemo. Parmi les strips les plus importants du XXe siècle, Peanuts de Charles Schulz montre un monde constitué uniquement d'enfants et de quelques animaux dont le célèbre Snoopy. Avec un « trait merveilleusement fluide, expressif et d'une simplicité trompeuse » comme le décrit Robinson, Schulz croque des enfants philosophes et complexés. Le strip ne s'arrête qu'à la mort de son auteur mais à entretemps généré un univers multimédia. Denis la Malice de Hank Ketcham est moins philosophe mais ses frasques en font aussi un strip à succès. Quant à Miss Peach de Mell Lazarus, il s'agit d'un strip dans lequel l'institutrice, qui donne son nom à la série, a face à elle un groupe d'enfants aussi névrosés que des adultes.

##### Un humour plus adulte
Même si les personnages sont des enfants, un strip comme celui des peanuts attire aussi les lecteurs adultes. Ils sont le signe du développement d'un humour plus adulte où on retrouve critique acerbe de la politique et des mœurs américaines. C'est le cas à partir de 1956 du strip de Jules Feiffer d'abord nommé Sick Sick Sick puis rebaptisé simplement Feiffer dans lequel l'auteur élimine les cases et les phylactères et préfère un texte libre volant autour des protagonistes. De même Johnny Hart dans B.C. critique le monde moderne avec des personnages d'hommes préhistoriques. Il reprend ce procédé en 1964 avec The Wizard of Id en le transposant dans le Moyen Âge. Ce style d'humour sophistiqué et caustique se poursuit dans les années 1960 et en 1968 paraît dans le journal étudiant Yale Daily News le premier épisode de Doonesbury de Garry Trudeau.

##### Autres séries
Le strip d'humour gagne une plus grande maturité durant ces années 1950-60 mais nombre de séries ont recours à un comique plus bon enfant. Bob Weber avec Moose and Molly, Bill Hoest avec The Lockhorns, Jack Kent et King Arro participent de cette veine. Parmi les séries les plus notables se trouvent Broom-Hilda de Russell Myers dans laquelle une sorcière à la peau verdâtre vit dans un monde surréaliste avec un vautour à lunette et un troll. En 1973 Hägar Dünor de Dik Browne raconte la vie quotidienne d'un chef viking et de sa famille bien loin des aventures héroïques des strips réalistes.

#### Aventure et réalisme

##### Science-fiction et Western

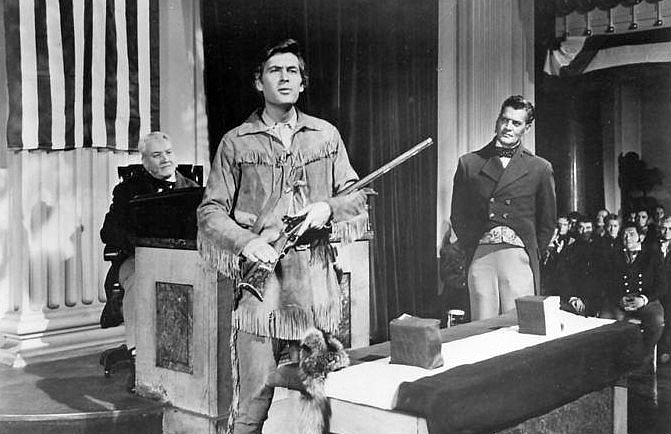
extrait de la série Davy Crockett qui lance la mode du western dans les strips

Si le début des années 1950 voit un important contingent de strips de science-fiction s'installer dans les journaux, cet engouement est de courte durée. Parmi ces strips on peut nommer Beyond Mars de Lee Elias ou Sky Masters seul strip produit par Jack Kirby qui collabore ici avec Wally Wood et Bob Wood au scénario. Au cours de cette décennie et de la suivante, le genre tend à disparaître et en 1967 seul reste Guy l'Éclair.
Le western connaît le même effet de mode qui s'étiole ensuite progressivement. Le succès télévisé de Davy Crockett amène à la création de nombreux strips de western. Ceux-ci durent un peu plus que le feuilleton mais à la fin des années 1960 quasiment tous ont cessé de paraître. Le monde de l'ouest est alors encore présent dans les journaux mais grâce à des strips humoristiques comme La Tribu terrible de Gordon Bess.

##### Soap
Depuis les années 1940, le soap est un genre courant dans les comics. Les personnages sont plus proche des lecteurs et l'écriture se veut réaliste. Le dessin est mis à l'unisson et plusieurs techniques sont utilisées pour accentuer ce réalisme. Les dessinateurs dont beaucoup sont à l'origine des illustrateurs ou des dessinateurs publicitaires utilisent des modèles pour créer leurs personnages, ils utilisent la photographie pour créer des décors crédibles. Un artiste comme Stan Drake va même jusqu'à photocopier des photographies et après les avoir retravaillées les intègrent dans ses dessins.

##### Encore des enfants
L'enfant est un personnage classique de comédie mais il peut aussi être le héros de récits d'aventures plus ou moins réalistes. Déjà Little Orphan Annie dépeignait les mésaventures d'une jeune orpheline mais le dessin était simple et ne cherchait pas à représenter la réalité. En revanche, Dondi de Gus Edson et Irwin Hasen non seulement conte l'histoire d'un jeune orphelin italien adopté par un soldat américain à la fin de la Seconde Guerre mondiale mais surtout le trait est plus proche de celui des soaps que des comédies. Il en est de même pour Rusty Riley de Frank Godwin et de quelques autres strips dans lesquels les enfants sont les héros.

#### Une image des évolutions de la société américaine

##### Rapports entre les sexes
Les comic strips depuis les années 1890 ont été un miroir de la société américaine. Le Yellow Kid est un gamin des rues, dans les années 1920 les jeunes femmes font preuve d'indépendance, les relations entre les hommes et les femmes suivent la norme patriarcale et si dans les strips comiques la norme semble parfois inversée, avec un mari qui subit une épouse irascible, c'est pour provoquer le rire à la vue de l'incongruité de la situation. L'arrivée des soaps dans les années 1940 fendille cette image mensongère. En effet, Mary Worth, qui est le premier strip de ce genre aborde parfois la question de l'infidélité et même si les problèmes se résolvent toujours pour le mieux, leur existence n'est plus niée. Par ailleurs, les strips familiaux comiques usent moins des classiques disputes entre les époux et s'attardent sur les relations entre les parents et les enfants ou les petites difficultés du quotidien que peuvent aussi connaître les lecteurs.

##### La représentation des noirs
Un autre point qui marque la prise en compte des changements de la société est la plus grande visibilité des noirs. Dans les années 1890, les noirs étaient présents dans les strips mais ils étaient moqués. Stéréotypés et ridiculisés, ils avaient rarement un rôle important. Deux personnages font cependant exception à ce paradigme. Lothar est au début le serviteur de Mandrake le Magicien mais il devient ensuite plutôt un ami. De même Ebony White, le jeune assistant du Spirit est d'abord un personnage caricatural mais il évolue et gagne en réalisme. D'ailleurs il n'a jamais été critiqué par les noirs car, selon Marilyn Mercer dans le New York Herald Tribune, il est proche de Tom Sawyer et la couleur importe peu.
L'après-guerre est une période au cours de laquelle les noirs tendent à disparaître. En effet, des associations de défense des droits des noirs comme la NAACP critiquent la représentation qui est faite de cette minorité. Pour éviter le débat, les artistes évitent simplement de montrer des Afro-Américains. Cela permet aussi d'éviter la censure de certains journaux. Lorsque Leonard Starr introduit un professeur de musique noir dans son strip On Stage, quatre journaux suppriment la série. La fin des années 1960 et le début des années 1970 amènent de nouveaux personnages noirs qui, même dans les strips comiques, ne sont plus des caricatures racistes. En 1965, Morrie Turner, auteur afro-américain, crée la série Wee Pals. D'abord distribué dans seulement cinq journaux, il gagne peu à peu en audience et est même adapté en dessin animé pour la télévision en 1972. D'autres séries suivent cette voie : Quincy de Ted Shearer débute en 1970, Butter and Boop de Louis Slaughter, Ed Carr et Claude Tyler. En 1970 arrive le premier strip d'aventure avec un noir pour héros, intitulé Dateline Danger. Des strips majeurs intègrent aussi des noirs. C'est le cas des Peanuts qui accueillent Franklin, un enfant noir, en 1968 et de Beetle Bailay en 1970 avec le soldat Flap.

#### L'underground
Les années 1960 voient l'émergence d'une contre-culture incarnée dans le monde de la bande dessinée par les comics underground. Avant d'être diffusée dans des comic books, ce genre de bande dessinée se trouve dans des journaux étudiants ou des magazines underground. Le East Village Other qui publie des articles comme des critiques musicales qui reflètent l'idéologie hippie propose quelques pages de bandes dessinées comme les journaux classiques. La différence majeure est que les auteurs comme Vaughn Bodé ou Spain Rodriguez proposent des séries dont le contenu, souvent sexuel, et le style n'ont rien de commun avec les strips classiques. En 1964 paraît le premier comic book underground intitulé God Nose de Jaxon qui sera suivi de bien d'autres. Cependant le strip underground intégré dans des journaux persiste. Ainsi, Trina Robbins dessine dans le journal féministe It Ain't Me, Babe. Ces œuvres ne touchent qu'une partie de la population mais ont une influence sur les artistes qui travaillent pour la presse grand-public et plus largement le choix des thèmes et leur traitement élargissent le spectre du comic strip.

### Des années 1970 à maintenant
Depuis les années 1950, la presse américaine décline. Les ventes diminuent et les revenus publicitaires font de même. La démocratisation d'internet qui induit une possibilité d'avoir accès à des informations semble-t-il gratuites met à mal le modèle économique des quotidiens. En 1920 2398 journaux étaient distribués dans tout le pays ; en 2009 il n'y en a plus que 1422 alors que la population a triplé. Les auteurs de strips ont donc moins de possibilité de proposer leurs œuvres. De plus, alors qu'au début du XXe siècle une section complète des journaux était consacrée aux strips, la place qui leur est accordée ne cesse de se restreindre. Il y a moins de strips et ils ont droit à moins de place. Enfin, les strips d'aventure qui ont souvent un dessin plus fouillé et ont donc besoin d'avoir une place assez importante pour être lisible disparaissent. Le strip d'humour domine donc avec un dessin simplifié.

#### Le strip politique: Doonesbury

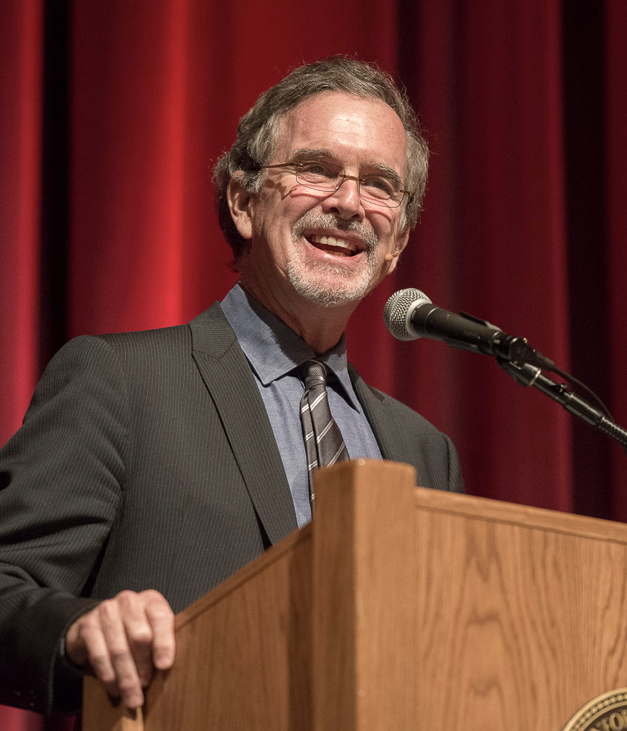
Garry Trudeau en 2014

Alors que nombre de séries créées dans la première moitié du XXe siècle sont devenues des classiques, depuis le début des années 1970, les créations marquantes se font beaucoup plus rare. . Dans le genre humoristique c'est particulièrement vrai des strips politiques. Une exception de taille est Doonesbury de Garry Trudeau. Créé en 1968 dans le journal étudiant Yale Daily News, la série est diffusée à partir de 1970 par Universal Press Syndicate. Bien qu'il ait été plusieurs fois censuré, Doonesbury est probablement le strip politique le plus influent depuis les années 1970. Garry Trudeau est le premier dessinateur à avoir reçu un prix Pulitzer en 1975. Très tôt, le personnel politique apparaît régulièrement dans le strip et ce quel que soit le parti au pouvoir. De plus Trudeau traite des évolutions de la société les plus controversées ; ainsi en 1976, il crée le premier personnage homosexuel qui meurt du Sida en 1990.
Dans le dernier quart du XXe siècle, les dessins politiques de première page tendent à disparaître. Aussi leurs auteurs se mettent à proposer des strips pour compléter ou remplacer cette source de revenus. Même si l'actualité n'est plus traitée dans ces strips, ceux-ci souvent présentent une critique de la société. Parmi les plus importants de ces strips se trouvent Grimmy, où l'auteur Mike Peters délaisse parfois ses personnages et les remplace par un strip satirique sur la société, Shoe de Jeff MacNelly qui parodie le monde de la presse grâce à son personnage principal, Shoe, un oiseau journaliste et Zits de Jim Borgman et Jerry Scott qui dépeint la vie d'un étudiant à l'université. Peters, MacNelly et Borgman ont tous les trois reçu un prix Pulitzer pour leurs strips politiques.

#### Le strip familial: For Better or For Worse
Le strip familial reste une institution dans les quotidiens et des séries anciennes comme Gasoline Alley, créé en 1916, sont encore publiées en 2019. En 1979, la Canadienne Lynn Johnston dessine les premiers épisodes de For Better or For Worse, diffusé aussi bien au Canada qu'aux États-Unis. Comme dans Gasoline Alley, les personnages vieillissent au même rythme que les lecteurs. Le strip est célèbre non seulement pour ses qualités d'écriture mais aussi pour avoir abordé plusieurs fois des thèmes difficiles (homosexualité, maltraitance des enfants, harcèlement sexuel, racisme, etc.). Pour avoir fait d'un des personnages un homosexuel, le strip a été censuré dans plus d'une centaine de journaux.

#### Le strip enfantin
En 1985, Bill Watterson amène une nouvelle icône de la bande dessinée mettant en scène des enfants. Calvin et Hobbes raconte la vie d'un enfant de six ans, Calvin, et de son tigre en peluche nommé Hobbes. Cette série humoristique dure de 1985 à 1995 et est diffusée dans plusieurs milliers de journaux dans le monde,.

#### Les strips animaliers
Plusieurs comic strips mettant en vedette des animaux connaissent le succès durant cette période. Le plus célèbre chat roux paresseux et gourmand se présente le 19 juin 1978. Garfield est d'abord diffusé dans 41 quotidiens mais il gagne très vite en notoriété et en 2002 il paraît dans plus de 2500 journaux dans le monde. Mutts, considéré par Charles Schulz comme « l'un des meilleurs comic strips de tous les temps » présente ses deux amis, un chat et un chien, le 5 septembre 1994. Diffusé dans sept cents quotidiens, le strip vaut à son auteur Patrick McDonnell de nombreuses récompenses dont le Reuben Award en 1999 et plusieurs fois un Harvey Award.

## Rapports avec les autres formes de bandes dessinées
En dehors des comic strips, la bande dessinée aux États-Unis se retrouve dans les comic books et les romans graphiques. Le comic book est le descendant direct du strip. En effet, l'inventeur de ce format est Max Gaines qui a l'idée d'un magazine comportant seulement des bandes dessinées en reliant des strips qu'il avait conservé dans sa jeunesse. D'abord offerts comme cadeau publicitaire, les comic books sont à l'origine des compilations de strips et le premier d'entre eux, Famous Funnies comprenait entre autres Mutt and Jeff, Joe Palooka, Dixie Dugan, Hairbreadth Harry et Connie. Lorsque ce premier comic book commence à avoir du succès, de nouveaux éditeurs vont l'imiter. Comme le nombre de strips, quoiqu'important à l'époque, est trop faible pour remplir les pages des magazines, des séries inédites apparaissent et les éditeurs de comic books s'affranchissent de leur dépendance aux strips. Cependant, cela ne signifie pas que les strips ne sont plus réédités en comic book. ainsi, Harvey Comics, après guerre, adapte de nombreuses séries (comme Dick Tracy, Joe Palooka ou The Sad Sack) qui sont un succès pendant des années. En sens inverse, certaines séries publiées en comic book sont déclinées en strip. C'est le cas de Superman qui le 16 janvier 1939, soit moins d'un an après son apparition dans un comic book, est diffusé dans les journaux.
Les liens entre les strips et les romans graphiques sont plus ténus puisque ces derniers sont des créations originales et non des réimpressions de strips. Cependant parmi les premiers romans graphiques, on trouve deux adaptations originales de Tarzan réalisées par Burne Hogarth, dessinateur empblématique du strip, en 1972 et 1976.

## Du papier à l'écran

### Les films

#### Dessins animés
Les personnages de comic strip ont trés tôt été adaptés au cinéma. Little Nemo in Slumberland publié depuis 1905 s'anime sur un écran en 1911 dans un film d'animation réalisé par son créateur Winsor McCay. En 1933, Popeye, d'abord personnage secondaire du Thimble Theatre d'Elzie Segar, apparaît dans un dessin animé de Betty Boop intitulé Popeye the Sailor. Par la suite, il gagne sa propre série produite par les Studios Fleischer et qui est composée de 108 courts-métrages.

#### Les sérials

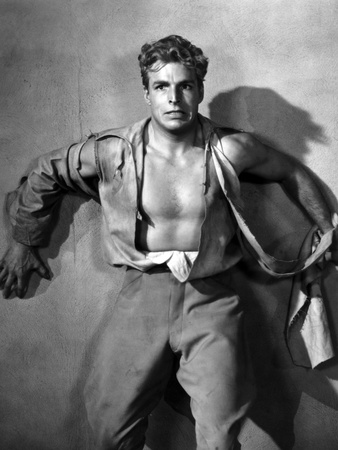
Flash Gordon interprété par Buster Crabbe en 1936

Si les premières adaptations sont des dessins animés, les films en prise de vues réelles sont les plus importantes. En 1936, Universal Pictures produit un serial, intitulé Flash Gordon tiré du strip éponyme d'Alex Raymond. Deux autres serials suivent, Flash Gordon's trip to Mars en 1938 et Flash Gordon Conquers the Universe en 1940. Le héros est à chaque fois interprété par Buster Crabbe. Crabbe joue aussi le rôle de Buck Rogers dans un serial de 1939 produit aussi par Universal. Cette période est riche en adaptations de comic strips d'aventures : en 1941, Dick Tracy est interprété par Ralph Byrd dans quatre serials  ; les aviateurs se retrouvent dans Tailspin Tommy créé par Hal Forrest et Ace Drummond de Clayton Knight et Eddie Rickenbacker ; Jungle Jim et Agent Secret X-9 tous deux d'Alex Raymond sont adaptés en 1937, etc.

#### Films en prises de vues réelles
Les adaptations de strips au cinéma apparaissent très tôt. En 1906, Edwin S. Porter porte à l'écran Dreams of a Rarebit Fiend de Winsor McCay et en 1914, Buster Brown apparaît dans Buster Brown on the Cares and Treatment of Goats dirigé par Charles H. France. À partir de la fin des années 1930, des comic strips sont aussi adaptés en films. Le principal d'entre eux est Blondie de Chic Young porté vingt-sept fois à l'écran entre 1938 et 1950. Le couple de Blondie et Dagwood est toujours interprété par Penny Singleton et Arthur Lake. Dick Tracy, après sa carrière dans les serials devient aussi le héros de six films à partir de 1945. L'engouement pour les adaptations de strips diminue par la suite mais en 1954 Henry Hathaway adapte Prince Vaillant de Hal Foster. Le héros revient en 1994 dans un film d'Anthony Hickox.

### Télévision

#### Feuilletons
En 1950, Buck Rogers est adapté en feuilleton pour ABC. Une seconde série est produite en 1979 intitulée Buck Rogers in the 25th Century. 
En 1954 Flash Gordon, après avoir été un héros de serials, devient un personnage de feuilleton télévisé. Celui-ci dure trente-neuf épisodes et le héros est interprété par Steve Holland (en).